# Дягилев, Олег Валентинович
Олег Валентинович Дягилев (род. 25 февраля 1973) — российский дзюдоист, чемпион и призёр первенств России среди юниоров, бронзовый призёр чемпионатов России, мастер спорта России.

## Спортивные результаты
- Первенство России по дзюдо среди юниоров 1993 года — ;
- Первенство Европы по дзюдо среди юниоров 1993 года — ;
- Чемпионат России по дзюдо 1993 года — ;
- Чемпионат России по дзюдо 1995 года — ;
- Чемпионат России по дзюдо 1996 года — ;